# Junius Marion Futrell
Junius Marion Futrell, född 14 augusti 1870 i Greene County, Arkansas, död 20 juni 1955 i Little Rock, Arkansas, var en amerikansk demokratisk politiker och jurist. Han var tillförordnad guvernör i Arkansas mellan 13 mars och 23 juli 1913. Han var sedan den 30:e guvernören i Arkansas 1933-1937.
Futrell var verksam som lärare och jordbrukare innan han blev politiker. Han gifte sig 1893 med Tera A. Smith. Han studerade juridik och inledde 1913 sin karriär som advokat, samma år som han tjänstgjorde som tillförordnad guvernör. Han var ledamot av delstatens senat 1913-1917, de två första åren talman (President of the Arkansas Senate) och i den egenskapen fick han också sköta guvernörsämbetet tills George Washington Hays tillträdde som ny guvernör. Futrell utnämndes 1922 till domare.
Futrell vann 1932 års guvernörsval med löften om sparpolitik. Delstatens utgifter skars ned sedan med över 50 procent. Den stora depressionen var ekonomiskt en svår tid för Arkansas. Futrell var starkt emot skattehöjningar men han ansåg att upphävandet av förbudslagstiftningen och tillåtandet av hasardspel var godtagbara sätt att höja delstatens intäkter. Han omvaldes 1934 men fick sedan kritik av de federala myndigheterna för att Arkansas inte gjorde tillräckligt för att ta hand om de fattiga.
Futrell föredrog själv namnet Marion och kallades ofta J. Marion Futrell. Hans grav finns på Linwood Cemetery i Paragould, Arkansas.